# Joachim von Jeetze
Joachim von Jeetze, auch von Jetze (* 1480 in Büste (Bismark); † um 1551 in der Altmark) war ein Theologe und Gegner der Reformation.

## Leben
Joachim von Jeetze entstammt dem altmärkischen Adelsgeschlecht derer von Jeetze, deren Stammsitz in der nördlichen Altmark lag. Sein Vater war der Gutsbesitzer Henning von Jeetze. Er verlebte seine Kindheit auf dem väterlichen Gut, wurde Theologe und wirkte ab 1512 als Domherr am Dom St. Nikolaus in Stendal. 1529 wurde er Propst am Benediktinerinnenkloster Eldena S. Johannes der Täufer bei Grabow im südwestlichen Mecklenburg. Gleichzeitig war er Pfarrer in Gadebusch  und Kanzler des Herzogs Albrecht VII. von Mecklenburg-Güstrow. Er begleitete diesen 1530 zum Augsburger Reichstag. 1530 erhielt er von der Stadt Augsburg ein Attestat über die Eheschließung mit Anna Stanger. Joachim von Jeetze war, wie auch Albrecht VII., ein Gegner der Reformation und erhielt während deren Einführung 1547 die Absetzungsurkunde. Nach anderen Quellen dankte er bereits 1543 ab. Er lebte anschließend auf den Gütern seiner altmärkischen Familie. Von Jeetze starb vermutlich zu Anfang des Jahres 1551.